# (523723) 2014 MY69
(523723) 2014 MY69 ist ein großes transneptunisches Objekt im Kuipergürtel, das bahndynamisch als erweitertes Scattered Disk Object (DO) oder als Cubewano (CKBO) eingestuft wird. Aufgrund seiner Größe gehört der Asteroid möglicherweise zu den Zwergplanetenkandidaten.

## Entdeckung
2014 MY69 wurde am 28. Juni 2014 von einem Astronomenteam, bestehend aus B. Gibson, T. Goggia, N. Primak, A. Schultz und M. Willman, auf Bildern, die im Rahmen des Pan-STARRS–Projekts mit dem 1,8–m–Ritchey Chretien–Teleskop (PS1) am Haleakalā-Observatorium (Maui) am 18. August 2010 entstanden, entdeckt. Die Entdeckung wurde am 16. Juli 2016 bekanntgegeben, der Planetoid erhielt am 25. September 2018 von der IAU die Kleinplaneten-Nummer 523723.
Nach seiner Entdeckung ließ sich 2014 MY69 auf Fotos, die ebenfalls im Rahmen des Pan-STARRS gemacht wurden, bis zum 18. August 2010 zurückgehend identifizieren und so seinen Beobachtungszeitraum um vier Jahre verlängern, um so seine Umlaufbahn genauer zu berechnen. Bisher wurde der Planetoid nur durch das Pan-STARRS–Teleskop beobachtet. Im Oktober 2018 lagen insgesamt 161 Beobachtungen über einen Zeitraum von 8 Jahren vor. Die bisher letzte Beobachtung wurde im November 2017 auch wieder am Pan-STARRS–Teleskop durchgeführt. (Stand 24. März 2019)

## Eigenschaften

### Umlaufbahn
2014 MY69 umkreist die Sonne in 257,98 Jahren auf einer leicht elliptischen Umlaufbahn zwischen 38,35 AE und 42,69 AE Abstand zu deren Zentrum. Die Bahnexzentrizität beträgt 0,053, die Bahn ist 17,43° gegenüber der Ekliptik geneigt. Derzeit ist der Planetoid 41,89 AE von der Sonne entfernt. Das Perihel durchlief er das letzte Mal 1928, der nächste Periheldurchlauf dürfte also im Jahre 2186 erfolgen.
Marc Buie (DES) klassifiziert den Planetoiden als erweitertes SDO (ESDO bzw. DO), während vom Minor Planet Center keine spezifische Einstufung existiert; letzteres ordnet ihn als Nicht–SDO und allgemein als „Distant Object“ ein. Das Johnston’s Archive führt ihn dagegen als Cubewano auf, wobei er zu den bahndynamisch „heißen“ klassischen KBO gehören würde.

### Größe
Derzeit wird von einem Durchmesser von 329 km ausgegangen, basierend auf einem Rückstrahlvermögen von 8 % und einer absoluten Helligkeit von 5,8 m. Ausgehend von diesem Durchmesser ergibt sich eine Gesamtoberfläche von etwa 340.000 km2. Die scheinbare Helligkeit von 2014 MY69 beträgt 22,23 m.
Da es denkbar ist, dass sich 2014 MY69 aufgrund seiner Größe im hydrostatischen Gleichgewicht befindet und somit weitgehend rund sein könnte, erfüllt er möglicherweise die Kriterien für eine Einstufung als Zwergplanet. Mike Brown geht davon aus, dass es sich bei 2014 MY69 um vielleicht einen Zwergplaneten handelt.
| Jahr                                         | Abmessungen km | Quelle   |
| -------------------------------------------- | -------------- | -------- |
| 2018                                         | 306,0          | Johnston |
| 2018                                         | 329,0          | Brown    |
| Die präziseste Bestimmung ist fett markiert. |                |          |